# Osvaldo Cochrane Filho
Oswaldo Cochrane Filho (Vitória, 29 de julho de 1933 – Rio de Janeiro, 9 de dezembro de 2020) foi um jogador brasileiro de pólo aquático. Descendente de ilustre e extensa família de raízes escocesas, ele competiu no torneio masculino nos Jogos Olímpicos de Verão de 1964.
Oswaldo começou a nadar no Fluminense aos 12 anos. Em 1952, aos 19 anos, ingressou na equipe de pólo aquático do clube, que permaneceu invicta por 104 jogos (de 1952 a 1961). Ele defendeu a seleção nacional pela primeira vez em 1955, e se aposentou após os Jogos Pan-americanos de 1971.
Oswaldo morreu de COVID-19 durante a pandemia no Brasil.